# Nokere Koerse 1988
La Nokere Koerse 1988, quarantatreesima edizione della corsa, si svolse il 16 marzo per un percorso con partenza ed arrivo a Nokere. Fu vinta dal belga Patrick Versluys della squadra Intral Renting-NEC-Ricoh davanti ai connazionali Yves Godimus e Danny Janssens.

## Ordine d'arrivo (Top 10)
| Pos. | Corridore        | Squadra        | Tempo    |
| ---- | ---------------- | -------------- | -------- |
| 1    | Patrick Versluys | Intral Renting | 4h42'00" |
| 2    | Yves Godimus     | Boccaccio Life | a 25"    |
| 3    | Danny Janssens   | Sigma-Fina     | s.t.     |
| 4    | Brian Holm       | Roland         | s.t.     |
| 5    | Koen Vekemans    | Lotto-Merckx   | s.t.     |
| 6    | Jan Bogaert      | Intral Renting | s.t.     |
| 7    | Gino De Backer   | ADR            | s.t.     |
| 8    | Étienne De Wilde | Sigma-Fina     | s.t.     |
| 9    | Werner Devos     | Roland         | s.t.     |
| 10   | Wim Van Eynde    | Lotto-Merckx   | s.t.     |